# Oberbayern
Oberbayern (Opper-Beieren) is zowel een Bezirk als een Regierungsbezirk (regio) van de deelstaat Beieren. Het ligt in het zuiden van Beieren, rondom de stad München en is onderverdeeld in vier subregio's (Planungsregionen): Ingolstadt, München, Oberland en Südostoberbayern.

## Indeling
Oberbayern wordt gevormd door 20 Landkreise en 3 Kreisfreie steden.
| Landkreise | Kreisfreie Städte                     |
| --- | ------------------------------------- |
| 1. Altötting 2. Bad Tölz-Wolfratshausen 3. Berchtesgadener Land 4. Dachau 5. Ebersberg 6. Eichstätt 7. Erding 8. Freising 9. Fürstenfeldbruck 10. Garmisch-Partenkirchen 11. Landsberg 12. Miesbach 13. Mühldorf am Inn 14. München 15. Neuburg-Schrobenhausen 16. Pfaffenhofen an der Ilm 17. Rosenheim 18. Starnberg 19. Traunstein 20. Weilheim-Schongau | 1. Ingolstadt 2. München 3. Rosenheim |

Mittelfranken · Niederbayern · Unterfranken · Oberbayern · Oberfranken · Oberpfalz · Schwaben